# 橋本久和 (考古学者)
橋本 久和（はしもと ひさかず）は、日本の考古研究者。

## 略歴
大阪府高槻市の高槻市立埋蔵文化財センターに勤め、考古遺跡の発掘調査に従事している。安満遺跡の調査を担当した。中世土器および陶磁器の生産や流通に詳しい。

## 編著
- 橋本・市村高男共編『中世西日本の流通と交通』高志書院、2004年4月。ISBN 4906641814